# Giorgia Brenzan
Giorgia Brenzan (Torino, 21 agosto 1967) è un'ex calciatrice e allenatore di calcio italiana, di ruolo portiere, per 18 anni estremo difensore della Nazionale italiana della quale fu anche capitano.

## Biografia
Giorgia Brenzan nasce a Torino da genitori originari di Verona ed alterna la passione per lo sport agli studi, frequentando l'Istituto superiore di educazione fisica (ISEF) di Torino e diplomandosi, nel 1994, in Educazione Fisica.

## Carriera

### Giocatore

#### Club
In carriera ha giocato oltre 700 partite in Serie A, vestendo tra le altre la maglia della Torres e del Milan, conquistando due Scudetti, quattro Coppe Italia e due Supercoppe ed ottenendo inoltre, per quattro anni consecutivi, il premio di miglior portiere del campionato italiano femminile di calcio.

#### Nazionale
Ben presto entra nel giro delle nazionali entrando in rosa con la Nazionale maggiore prima come vice e poi come portiere titolare. Nel 2002 conclude la sua esperienza in maglia azzurra con un totale di 110 presenze suddivise tra due mondiali e sei campionati europei.

### Allenatore
Dopo aver frequentato il corso di allenatore di base, ottenendo il patentino nel 1991, assumendo l'incarico di allenatore di alcune formazioni giovanili di società di calcio tra il 1992 ed il 1995. Nel 1998 consegue presso il Centro Tecnico Sportivo Federale di Coverciano il patentino di Preparatore Atletico Professionista continuando tuttavia a rimanere nel giro delle giovanili, dal 2000 al 2002 come preparatore dei portieri del settore giovanile del Foroni, passando nel 2002 in FIGC in qualità di allenatore e responsabile dei portieri delle squadre nazionali femminili, incarico che ricopre fino al 2005 per affiancarsi in seguito al selezionatore dell'Under-19 Pietro Ghedin e partecipare in qualità di osservatore all'edizione 2009 del Campionato europeo femminile di calcio.
Anche dopo l'avvicendamento di Ghedin con Corrado Corradini continua a ricoprire il ruolo di responsabile dei portieri nelle competizioni internazionali per nazionali giovanili femminili, tuttavia nel 2013, pur mantenendo gli incarichi in federazione, decide di accettare un incarico come preparatrice atletica nell'A.C.D. Raldon, società di calcio dilettantistico maschile dell'omonima frazione di San Giovanni Lupatoto.

## Palmarès

### Giocatore

#### Club
- Campionato italiano: 2

Torres: 1993-1994
Milan: 1998-1999
- Coppa Italia: 4

Torres: 1990-1991, 1994-1995
(più altre due da identificare)
- Supercoppa italiana: 2

Milan: 1998, 1999

#### Individuale
- 4 riconoscimenti come miglior portiere del campionato italiano